# Aedes intrudens
Aedes intrudens é um espécie de mosquito do Género Aedes, pertencente à família Culicidae.